# Alfa Romeo (Formule 1)
La marque italienne Alfa Romeo a participé au championnat de Formule 1 en tant que constructeur automobile et fabricant de blocs-cylindres de 1950 à 1988. 
De 2018 à 2023, Alfa Romeo Racing puis Alfa Romeo F1 Team est la dénomination commerciale de Sauber en championnat du monde de Formule 1.

## Histoire
‌

### 1950-1951: Débuts glorieux

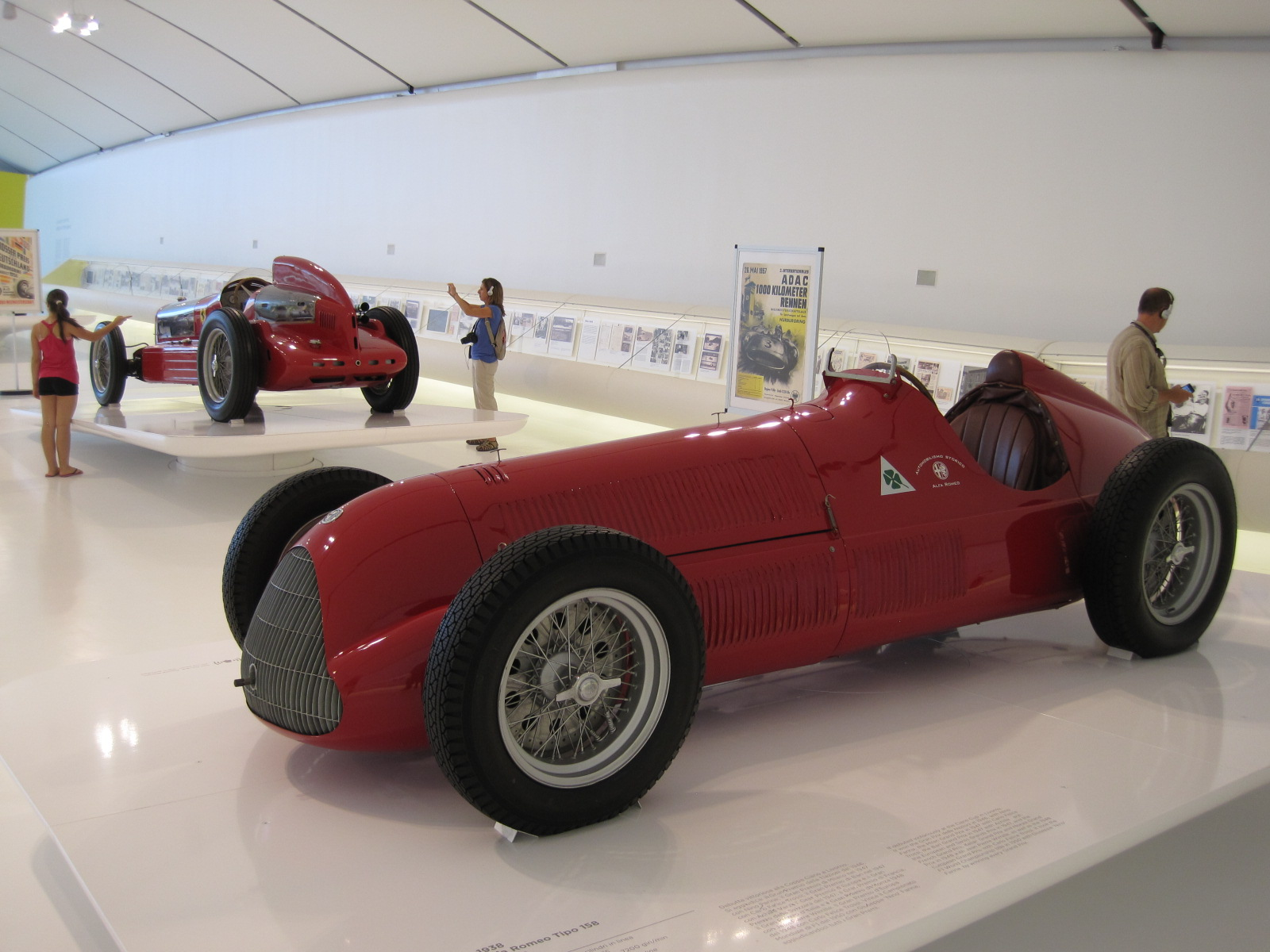
Giuseppe Farina champion du monde 1950 avec l'Alfa Romeo 158.

En 1950, lors du premier championnat du monde de Formule 1, les Alfa Romeo dominent le championnat avec six victoires sur sept courses,,, remportant en fait toutes les courses auxquelles elles participent (ayant fait l'impasse sur les 500 miles d'Indianapolis). Giuseppe Farina, au volant d'une Alfa Romeo 158, devient le premier champion du monde de l'histoire de la Formule 1.

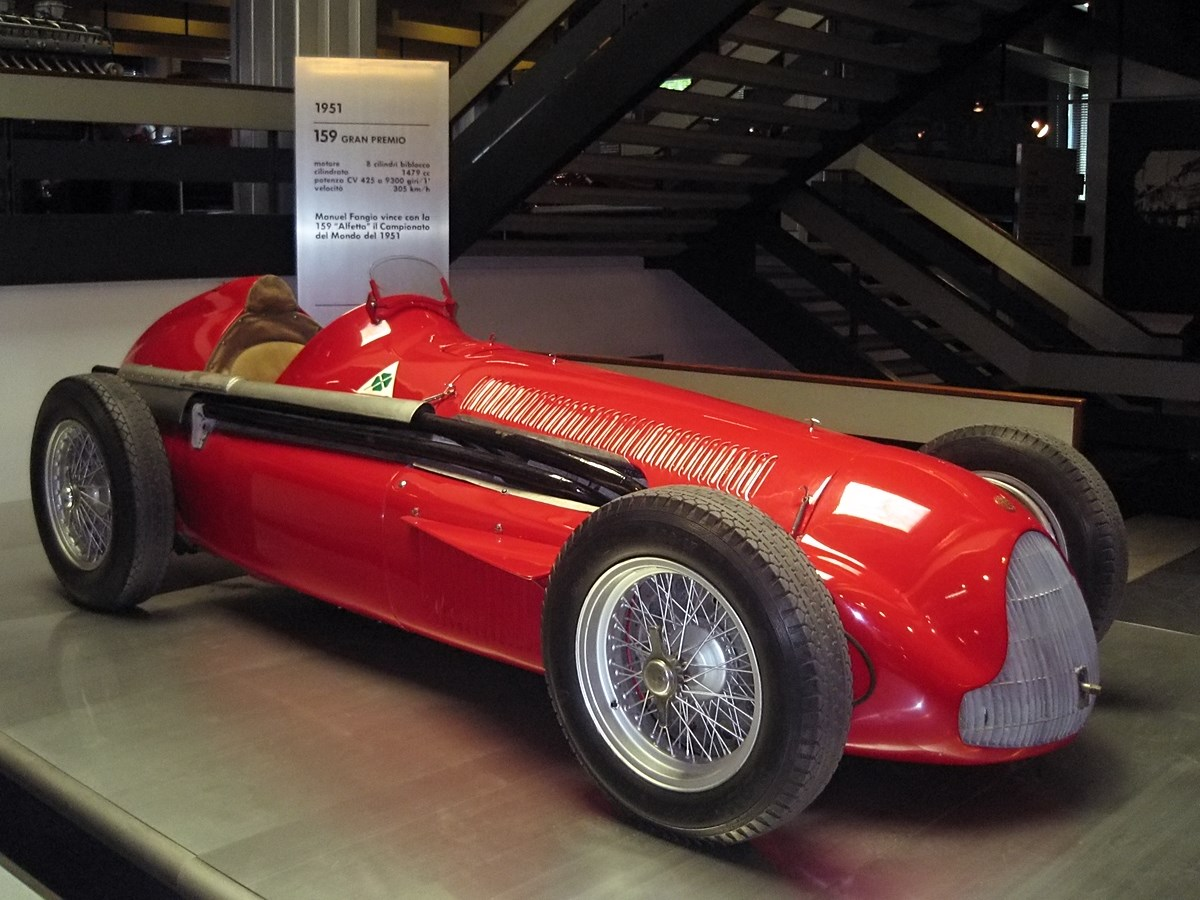
Juan Manuel Fangio champion du monde 1951 avec l'Alfa Romeo 159.

En 1951, Juan Manuel Fangio remporte le championnat sur une Alfetta 159, une évolution de la 158 munie d'un compresseur à deux étages. Les moteurs des Alfetta étaient extrêmement puissants au regard de leur cylindrée. En 1951, les 159 développaient 420 ch, mais cette puissance avait pour coût une consommation élevée de carburant, de 125 à 175 litres aux 100 km. Durant cette saison, les voitures milanaises connaissent leurs premières défaites, étant battues à trois reprises sur sept participations par les Ferrari.

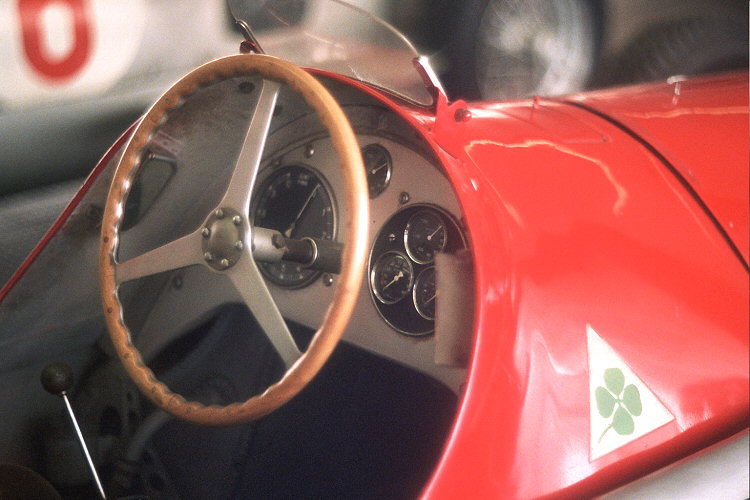
Intérieur du cockpit d'une Alfa Romeo 159 Alfetta.

En 1952, face à la concurrence grandissante de Ferrari et au refus d'engagement financier du gouvernement italien, Alfa Romeo se retire de la Formule 1.

### 1960-1978: Fournisseur de blocs-cylindres

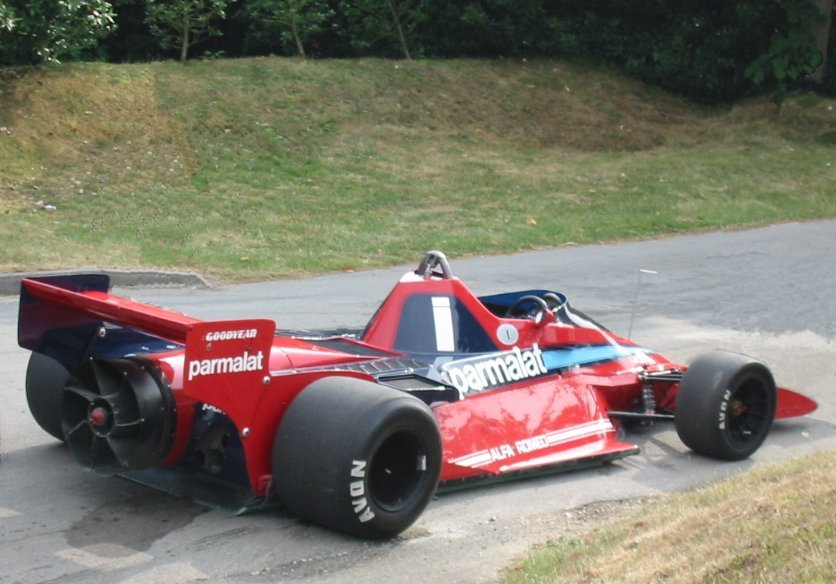
La « Brabham-aspirateur » de 1978 qui ramène Alfa Romeo sur les chemins de la victoire.

Durant les années 1960, de nombreuses petites écuries utilisent le quatre-cylindres en ligne Alfa Romeo : LDS, De Tomaso et des écuries privées alignant des Cooper.
En 1970 et 1971, Alfa revient officiellement en équipant d'un moteur V8 dérivé de la version sport équipant l'Alfa Romeo Tipo 33 une troisième McLaren ou March d'usine pour Andrea de Adamich.
Pour la saison 1976, Bernie Ecclestone, directeur de Brabham, signe un contrat avec la firme italienne. Les futures BT45 sont équipées d'un moteur à douze cylindres à plat conçu par Carlo Chiti, qui revendiquait 510 chevaux contre 465 pour le Cosworth DFV. L'écurie a beaucoup de difficultés pour intégrer ce bloc à ses monoplaces et, à nouveau, la consommation est le talon d'Achille des Alfa Romeo. Brabham échoue à la neuvième place au championnat des constructeurs.
En 1977, l'écurie progresse : elle obtient une pole position, deux meilleurs tours en course et les quatre premiers podiums du moteur Alfa Romeo depuis 1951, et termine cinquième. Elle effectue beaucoup de tours en tête, à nouveau les premiers depuis 1951, mais ne remporte aucune victoire en raison de problèmes récurrents de fiabilité.
Au cours de la saison 1978, l'ingénieur Gordon Murray se lance dans des conceptions hasardeuses comme la Brabham BT46 à effet de sol renforcé par un aspirateur. Avec cette monoplace, Niki Lauda remporte le Grand Prix du Suède, la première victoire du moteur Alfa Romeo depuis 1951. Cette voiture controversée est aussitôt déclarée illégale. Le champion du monde autrichien s'impose également en Italie avec une Brabham BT46 classique. Lauda et son coéquipier John Watson obtiennent chacun une pole position mais ne concrétisent pas.

### 1979-1985: Retour comme constructeur

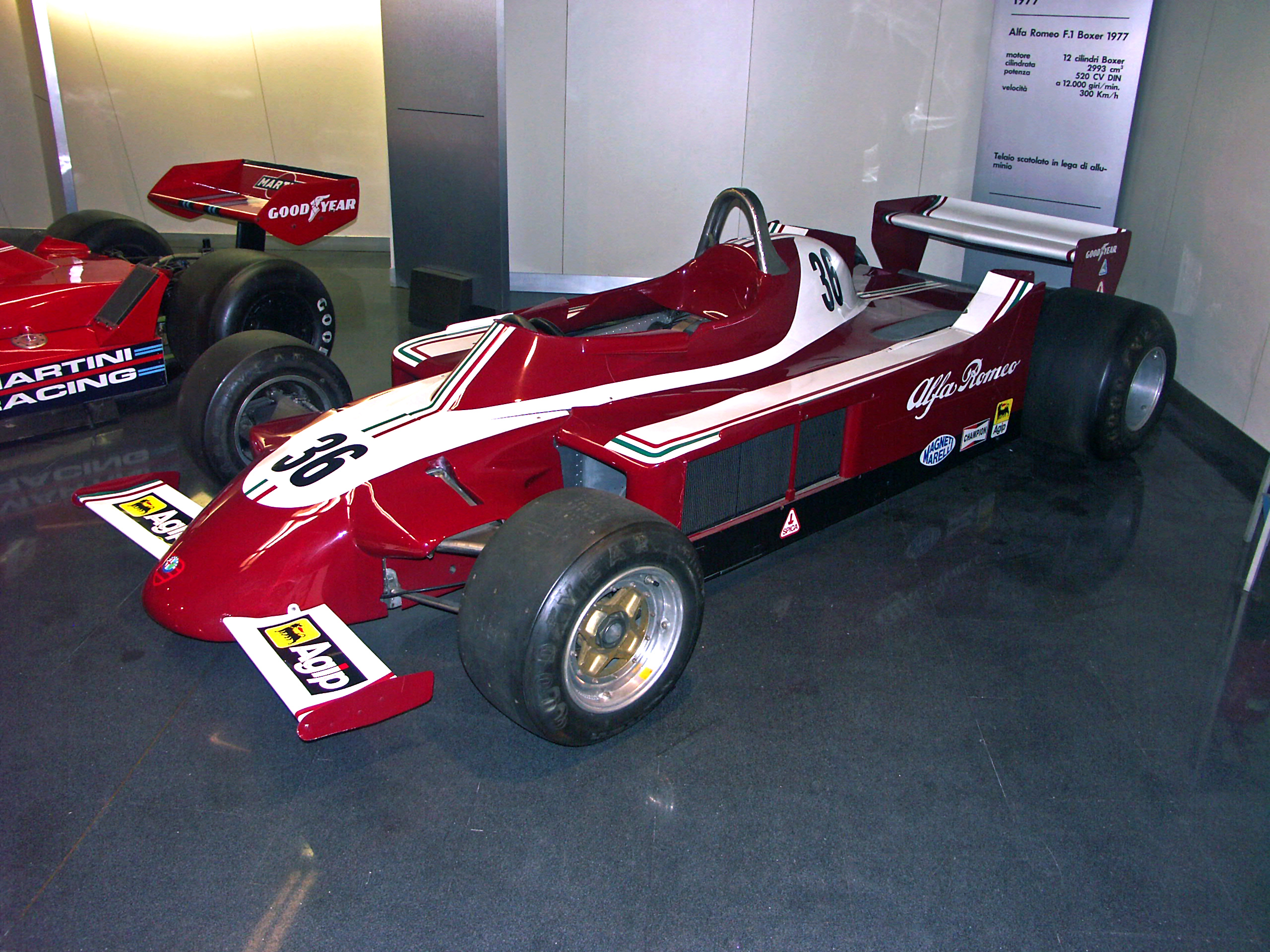
L'Alfa Romeo 177.

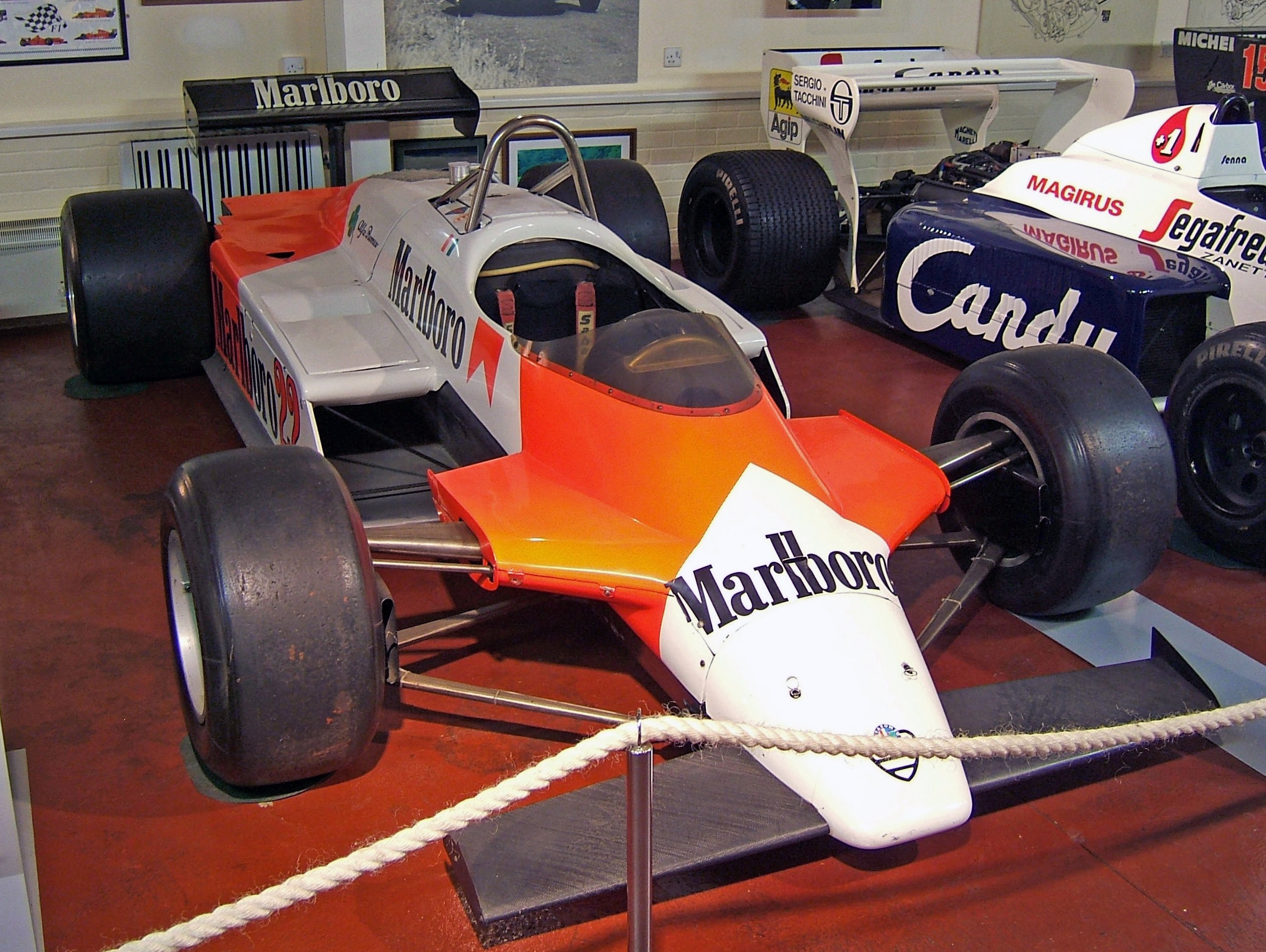
L'Alfa Romeo 179, utilisée en 1979 et 1980.

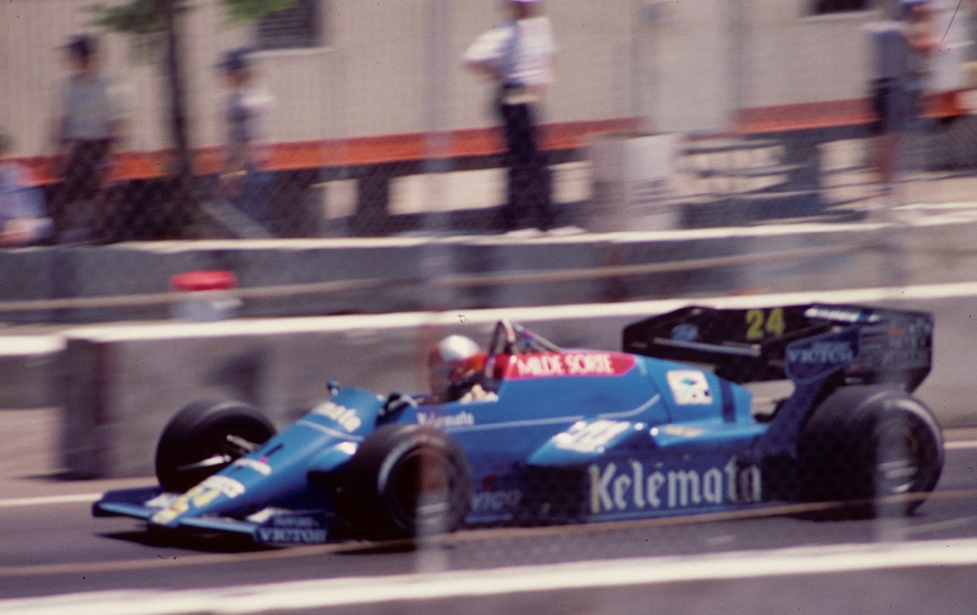
Piercarlo Ghinzani sur une Osella-Alfa Romeo au Grand Prix de Dallas 1984.

Sous l'impulsion de Carlo Chiti, Alfa Romeo donne son accord à sa filiale sportive Autodelta pour s'impliquer totalement en Formule 1. L'Alfa Romeo 177 fait ses débuts au Grand Prix de Belgique 1979 avec Bruno Giacomelli. De son côté, l'écurie Brabham, encore motorisée par Alfa Romeo en 1979, connaît une saison catastrophique et échoue en huitième place au classement constructeurs. Elle revient ensuite au moteur Cosworth, laissant Alfa Romeo sans écurie cliente à motoriser durant les trois saisons suivantes.
En 1980, Alfa Romeo obtient la pole position, avec Bruno Giacomelli, au Grand Prix des États-Unis Est, sa première depuis 1951. L'Italien mène longtemps la course avant d'abandonner sur un problème électrique. L'écurie échoue à la onzième place avec quatre points, une place derrière sa rivale Ferrari. La saison est également endeuillée par l'accident fatal de Patrick Depailler lors d'un séance d'essais privés à Hockenheim.
En 1981, Alfa Romeo progresse légèrement : Bruno Giacomelli obtient le premier podium d'une Alfa en trente ans à Grand Prix automobile de Las Vegas 1981 et l'écurie termine neuvième avec dix points.
En 1982, Andrea De Cesaris, nouvelle recrue de l'écurie, effectue la pole position à Long Beach puis se classe troisième à Monaco, s'il abandonne avant les 76 boucles, il est classé du fait de l'hécatombe de fin de course. Il aurait pu succéder à Didier Pironi en tête après son abandon mais il tombe en panne d'essence au même moment. L'écurie termine dixième avec sept points.
À partir de 1983, Alfa Romeo fournit ses moteurs à l'écurie italienne Osella. Le constructeur de Milan réalise sa meilleure saison depuis son retour et passe près de la victoire en Grand Prix de Belgique 1983 où De Cesaris, troisième sur la grille, part mieux qu'Alain Prost et Patrick Tambay, vire en tête au premier virage, mène les dix-huit premiers tours, s'échappe, réalise le premier meilleur tour d'une Alfa Romeo depuis 32 ans et possède six secondes d'avance au moment de son arrêt au stand. Malheureusement pour l'Italien, un problème d'écrou de roue fait repartir De Cesaris en sixième position, loin des leaders ; le Romain abandonne quelque tours plus tard, sur une casse moteur. Il se console avec deux deuxièmes places en Allemagne et en Afrique du Sud. Alfa Romeo finit à la sixième avec place avec dix-huit points.
La saison 1984, avec Riccardo Patrese et Eddie Cheever, débute avec deux quatrièmes places, les voitures italiennes ne se retrouvent dans les points qu'à deux autres reprises, notamment en Italie où Patrese monte sur le podium à domicile, le dernier d'Alfa Romeo en Formule 1. L'écurie chute à la huitième place avec onze points.
1985 est vierge de tout point, une première depuis 1979. Alfa Romeo se retire de la compétition en tant qu'écurie à la fin de la saison.

### 1986-1989: De nouveau simple motoriste

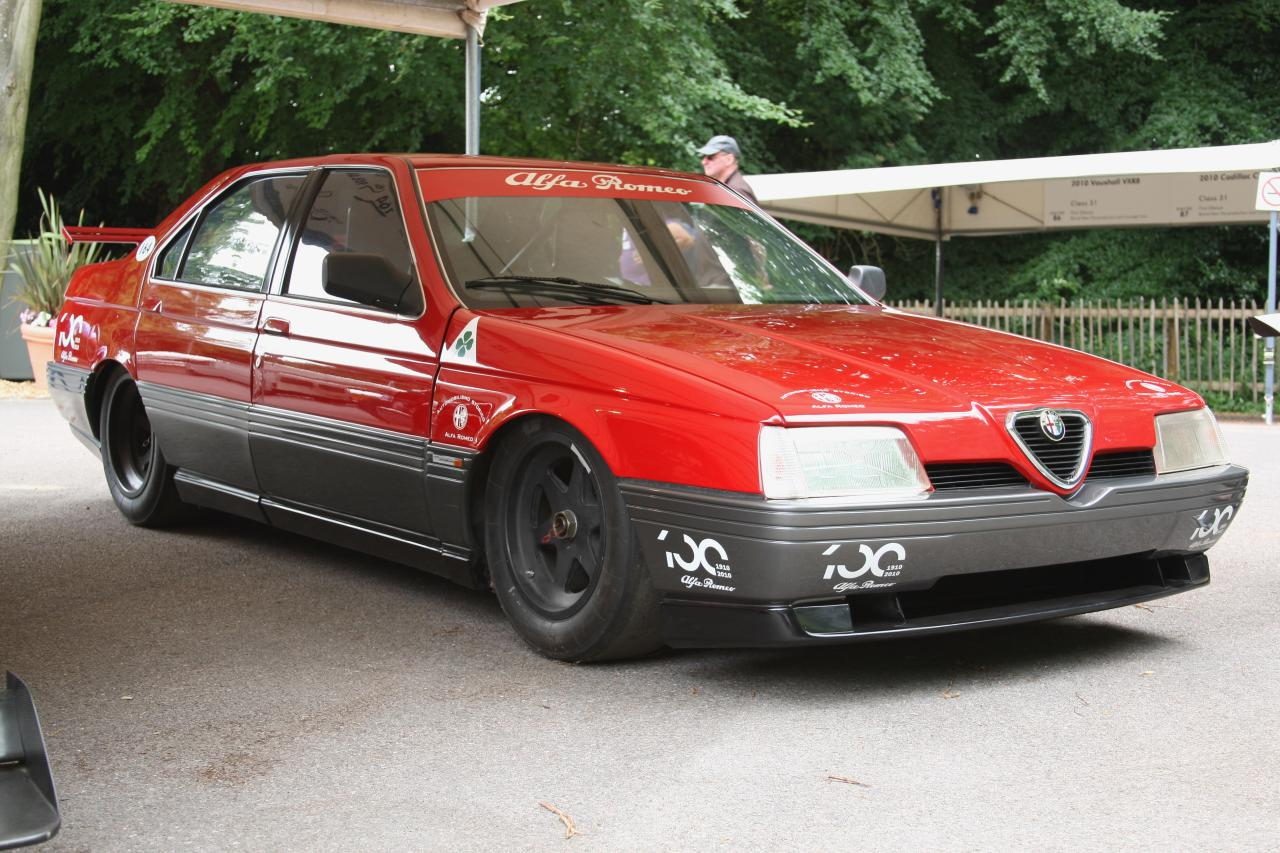
L'Alfa Romeo 164 Procar au festival de Goodwood en 2010.

Alfa Romeo se présente comme motoriste de Ligier en 1987 mais Fiat prend le contrôle du constructeur et annule le contrat. Ligier doit alors se rabattre tardivement sur l'ex-BMW, rebaptisé Megatron.
Parallèlement, Alfa fournit, de 1983 à 1987, ses moteurs à Osella. En 1988, afin d'éviter une mauvaise publicité, Alfa demanda à Enzo Osella d'effacer son logo des culasses et la dernière saison du bloc se déroula sous l'appellation d'Osella.
Dès 1985 Alfa Romeo préparait un moteur V10, l'un des tout premiers avec Renault et Honda, prévu pour l'écurie Ligier, mais le projet capota.
En 1988, Motor Racing Developments/Brabham est vendu à Alfa Romeo. Souhaitant faire revivre le championnat Procar, Brabham et Alfa Romeo développent un prototype de voiture de course qui reprend la carrosserie d'une Alfa Romeo 164 avec un moteur V10 de Formule 1. Alfa Romeo avait l'intention d'utiliser cette voiture pour créer un championnat similaire au Championnat BMW M1 Procar. Cependant, le projet n’aboutit jamais et seul un prototype fut construit.

### 2018-2023: retour en tant que sponsor de Sauber
Le 29 novembre 2017, après trente années d'absence, Alfa Romeo officialise son retour en Formule 1 comme sponsor-titre de l'écurie Sauber engagée sous la dénomination commerciale Alfa Romeo Sauber F1 Team.
En février 2019, l'écurie Sauber s'engage sous la dénomination commerciale « Alfa Romeo Racing » puis, en 2020, sous la dénomination « Alfa Romeo Racing Orlen »,.
En août 2022, Alfa Romeo et Sauber annoncent qu'ils mettront fin à leur partenariat commercial à l'issue du championnat en 2023 après cinq années d'engagement de la marque italienne avec le constructeur suisse. Après avoir quitté McLaren début 2023, James Key réintègre, en juin, l'équipe qu'il avait connue au début des années 2010 sous le nom Sauber, pour assurer la direction technique.

## Résultats en championnat du monde de Formule 1
| Saison | Écurie                   | Châssis                                         | Moteur                   | Pneus    | Pilotes | Grands Prix disputés | Points inscrits | Classement |
| ------ | ------------------------ | ----------------------------------------------- | ------------------------ | -------- | --- | -------------------- | --------------- | ---------- |
| 1950   | Alfa Romeo SpA           | Alfa Romeo 158                                  | Alfa Romeo 8 en ligne    | Pirelli  | Reg Parnell Luigi Fagioli Giuseppe Farina Piero Taruffi Consalvo Sanesi Juan Manuel Fangio                            | 6                    | 89              | -          |
| 1951   | Alfa Romeo SpA           | Alfa Romeo 159                                  | Alfa Romeo 8 en ligne    | Pirelli  | Paul Pietsch Luigi Fagioli Giuseppe Farina Felice Bonetto Consalvo Sanesi Juan Manuel Fangio « Toulo » de Graffenried | 7                    | 74              | -          |
| 1979   | Autodelta                | Alfa Romeo 177 Alfa Romeo 179                   | Alfa Romeo V12           | Goodyear | Vittorio Brambilla Bruno Giacomelli                                                                                   | 5                    | 0               | Non classé |
| 1980   | Marlboro Team Alfa Romeo | Alfa Romeo 179                                  | Alfa Romeo V12           | Goodyear | Vittorio Brambilla Bruno Giacomelli Andrea De Cesaris Patrick Depailler                                               | 14                   | 4               | 11e        |
| 1981   | Marlboro Team Alfa Romeo | Alfa Romeo 179B Alfa Romeo 179C Alfa Romeo 179D | Alfa Romeo V12           | Michelin | Bruno Giacomelli Mario Andretti                                                                                       | 15                   | 10              | 8e         |
| 1982   | Marlboro Team Alfa Romeo | Alfa Romeo 179D Alfa Romeo 182                  | Alfa Romeo V12           | Michelin | Bruno Giacomelli Andrea De Cesaris                                                                                    | 16                   | 7               | 10e        |
| 1983   | Marlboro Team Alfa Romeo | Alfa Romeo 183T                                 | Alfa Romeo V8 turbo      | Michelin | Mauro Baldi Andrea De Cesaris                                                                                         | 15                   | 18              | 6e         |
| 1984   | Benetton Team Alfa Romeo | Alfa Romeo 184T                                 | Alfa Romeo V8 turbo      | Goodyear | Riccardo Patrese Eddie Cheever                                                                                        | 16                   | 11              | 8e         |
| 1985   | Benetton Team Alfa Romeo | Alfa Romeo 184T Alfa Romeo 185T                 | Alfa Romeo V8 turbo      | Goodyear | Riccardo Patrese Eddie Cheever                                                                                        | 16                   | 0               | Non classé |
| 2019   | Alfa Romeo Racing        | Alfa Romeo C38                                  | Ferrari V6 turbo hybride | Pirelli  | Kimi Räikkönen Antonio Giovinazzi                                                                                     | 21                   | 57              | 8e         |
| 2020   | Alfa Romeo Racing Orlen  | Alfa Romeo C39                                  | Ferrari V6 turbo hybride | Pirelli  | Kimi Räikkönen Antonio Giovinazzi                                                                                     | 17                   | 8               | 8e         |
| 2021   | Alfa Romeo Racing Orlen  | Alfa Romeo C41                                  | Ferrari V6 turbo hybride | Pirelli  | Kimi Räikkönen Antonio Giovinazzi Robert Kubica                                                                       | 22                   | 13              | 9e         |
| 2022   | Alfa Romeo F1 Team Orlen | Alfa Romeo C42                                  | Ferrari V6 turbo hybride | Pirelli  | Valtteri Bottas Zhou Guanyu                                                                                           | 22                   | 55              | 6e         |
| 2023   | Alfa Romeo F1 Team Stake | Alfa Romeo C43                                  | Ferrari V6 turbo hybride | Pirelli  | Valtteri Bottas Zhou Guanyu                                                                                           | 22                   | 16              | 9e         |

| Saison | Écurie                   | Châssis                                         | Moteur                             | Pneus | Pilotes              | Courses | Courses | Courses | Courses | Courses | Courses | Courses | Courses | Courses | Courses | Courses | Courses | Courses | Courses | Courses | Courses | Courses | Courses | Courses | Courses | Courses | Courses | Points inscrits | Classement |
| Saison | Écurie                   | Châssis                                         | Moteur                             | Pneus | Pilotes              | 1       | 2       | 3       | 4       | 5       | 6       | 7       | 8       | 9       | 10      | 11      | 12      | 13      | 14      | 15      | 16      | 17      | 18      | 19      | 20      | 21      | 22      | Points inscrits | Classement |
| ------ | ------------------------ | ----------------------------------------------- | ---------------------------------- | ----- | -------------------- | ------- | ------- | ------- | ------- | ------- | ------- | ------- | ------- | ------- | ------- | ------- | ------- | ------- | ------- | ------- | ------- | ------- | ------- | ------- | ------- | ------- | ------- | --------------- | ---------- |
| 1950   | Alfa Romeo SpA           | Alfa Romeo 158                                  | Alfa Romeo L8                      | P     |                      | GBR     | MON     | 500     | SUI     | BEL     | FRA     | ITA     |         |         |         |         |         |         |         |         |         |         |         |         |         |         |         | 89              | -          |
| 1950   | Alfa Romeo SpA           | Alfa Romeo 158                                  | Alfa Romeo L8                      | P     | Giuseppe Farina      | 1er     | Abd     |         | 1er     | 4e      | 7e      | 1er     |         |         |         |         |         |         |         |         |         |         |         |         |         |         |         | 89              | -          |
| 1950   | Alfa Romeo SpA           | Alfa Romeo 158                                  | Alfa Romeo L8                      | P     | Juan Manuel Fangio   | Abd     | 1er     |         | Abd     | 1er     | 1er     | Abd     |         |         |         |         |         |         |         |         |         |         |         |         |         |         |         | 89              | -          |
| 1950   | Alfa Romeo SpA           | Alfa Romeo 158                                  | Alfa Romeo L8                      | P     | Luigi Fagioli        | 2e      | Abd     |         | 2e      | 2e      | 2e      | 3e      |         |         |         |         |         |         |         |         |         |         |         |         |         |         |         | 89              | -          |
| 1950   | Alfa Romeo SpA           | Alfa Romeo 158                                  | Alfa Romeo L8                      | P     | Reg Parnell          | 3e      |         |         |         |         |         |         |         |         |         |         |         |         |         |         |         |         |         |         |         |         |         | 89              | -          |
| 1950   | Alfa Romeo SpA           | Alfa Romeo 158                                  | Alfa Romeo L8                      | P     | Consalvo Sanesi      |         |         |         |         |         |         | Abd     |         |         |         |         |         |         |         |         |         |         |         |         |         |         |         | 89              | -          |
| 1950   | Alfa Romeo SpA           | Alfa Romeo 158                                  | Alfa Romeo L8                      | P     | Piero Taruffi        |         |         |         |         |         |         | Abd     |         |         |         |         |         |         |         |         |         |         |         |         |         |         |         | 89              | -          |
| 1951   | Alfa Romeo SpA           | Alfa Romeo 159                                  | Alfa Romeo L8                      | P     |                      | SUI     | 500     | BEL     | FRA     | GBR     | ALL     | ITA     | ESP     |         |         |         |         |         |         |         |         |         |         |         |         |         |         | 74              | -          |
| 1951   | Alfa Romeo SpA           | Alfa Romeo 159                                  | Alfa Romeo L8                      | P     | Giuseppe Farina      | 3e      |         | 1er     | 5e      | Abd     | Abd     | 3e      | 3e      |         |         |         |         |         |         |         |         |         |         |         |         |         |         | 74              | -          |
| 1951   | Alfa Romeo SpA           | Alfa Romeo 159                                  | Alfa Romeo L8                      | P     | Juan Manuel Fangio   | 1er     |         | 9e      | 1er     | 2e      | 2e      | Abd     | 1er     |         |         |         |         |         |         |         |         |         |         |         |         |         |         | 74              | -          |
| 1951   | Alfa Romeo SpA           | Alfa Romeo 159                                  | Alfa Romeo L8                      | P     | Toulo de Graffenried | 5e      |         |         |         |         |         | Abd     | 6e      |         |         |         |         |         |         |         |         |         |         |         |         |         |         | 74              | -          |
| 1951   | Alfa Romeo SpA           | Alfa Romeo 159                                  | Alfa Romeo L8                      | P     | Consalvo Sanesi      | 4e      |         | Abd     | 10e     | 6e      |         |         |         |         |         |         |         |         |         |         |         |         |         |         |         |         |         | 74              | -          |
| 1951   | Alfa Romeo SpA           | Alfa Romeo 159                                  | Alfa Romeo L8                      | P     | Luigi Fagioli        |         |         |         | 1er     |         |         |         |         |         |         |         |         |         |         |         |         |         |         |         |         |         |         | 74              | -          |
| 1951   | Alfa Romeo SpA           | Alfa Romeo 159                                  | Alfa Romeo L8                      | P     | Felice Bonetto       |         |         |         |         | 4e      | Abd     | 3e      | 5e      |         |         |         |         |         |         |         |         |         |         |         |         |         |         | 74              | -          |
| 1951   | Alfa Romeo SpA           | Alfa Romeo 159                                  | Alfa Romeo L8                      | P     | Paul Pietsch         |         |         |         |         |         | Abd     |         |         |         |         |         |         |         |         |         |         |         |         |         |         |         |         | 74              | -          |
| 1979   | Autodelta                | Alfa Romeo 177 Alfa Romeo 179                   | Alfa Romeo V12 115-12              | G     |                      | ARG     | BRE     | ADS     | USO     | ESP     | BEL     | MON     | FRA     | GBR     | ALL     | AUT     | P-B     | ITA     | CAN     | USE     |         |         |         |         |         |         |         | 0               | Non classé |
| 1979   | Autodelta                | Alfa Romeo 177 Alfa Romeo 179                   | Alfa Romeo V12 115-12              | G     | Bruno Giacomelli     |         |         |         |         |         | Abd     |         | 17e     |         |         |         |         | Abd     | Forf    | Abd     |         |         |         |         |         |         |         | 0               | Non classé |
| 1979   | Autodelta                | Alfa Romeo 177 Alfa Romeo 179                   | Alfa Romeo V12 115-12              | G     | Vittorio Brambilla   |         |         |         |         |         |         |         |         |         |         |         |         | 12e     | Abd     | Nq      |         |         |         |         |         |         |         | 0               | Non classé |
| 1980   | Marlboro Team Alfa Romeo | Alfa Romeo 179                                  | Alfa Romeo V12 1260                | G     |                      | ARG     | BRE     | ADS     | USO     | BEL     | MON     | FRA     | GBR     | ALL     | AUT     | P-B     | ITA     | CAN     | USE     |         |         |         |         |         |         |         |         | 4               | 11e        |
| 1980   | Marlboro Team Alfa Romeo | Alfa Romeo 179                                  | Alfa Romeo V12 1260                | G     | Bruno Giacomelli     | 5e      | 13e     | Abd     | Abd     | Abd     | Abd     | Abd     | Abd     | 5e      | Abd     | Abd     | Abd     | Abd     | Abd     |         |         |         |         |         |         |         |         | 4               | 11e        |
| 1980   | Marlboro Team Alfa Romeo | Alfa Romeo 179                                  | Alfa Romeo V12 1260                | G     | Patrick Depailler    | Abd     | Abd     | Nc      | Abd     | Abd     | Abd     | Abd     | Abd     |         |         |         |         |         |         |         |         |         |         |         |         |         |         | 4               | 11e        |
| 1980   | Marlboro Team Alfa Romeo | Alfa Romeo 179                                  | Alfa Romeo V12 1260                | G     | Vittorio Brambilla   |         |         |         |         |         |         |         |         |         | Forf    | Abd     | Abd     |         |         |         |         |         |         |         |         |         |         | 4               | 11e        |
| 1980   | Marlboro Team Alfa Romeo | Alfa Romeo 179                                  | Alfa Romeo V12 1260                | G     | Andrea De Cesaris    |         |         |         |         |         |         |         |         |         |         |         |         | Abd     | Abd     |         |         |         |         |         |         |         |         | 4               | 11e        |
| 1981   | Marlboro Team Alfa Romeo | Alfa Romeo 179B Alfa Romeo 179C Alfa Romeo 179D | Alfa Romeo V12 1260                | M     |                      | EUO     | BRÉ     | ARG     | SMR     | BEL     | MON     | ESP     | FRA     | GBR     | ALL     | AUT     | P-B     | ITA     | CAN     | LVE     |         |         |         |         |         |         |         | 10              | 9e         |
| 1981   | Marlboro Team Alfa Romeo | Alfa Romeo 179B Alfa Romeo 179C Alfa Romeo 179D | Alfa Romeo V12 1260                | M     | Mario Andretti       | 4e      | Abd     | 8e      | Abd     | 10e     | Abd     | 8e      | 8e      | Abd     | 9e      | Abd     | Abd     | Abd     | 7e      | Abd     |         |         |         |         |         |         |         | 10              | 9e         |
| 1981   | Marlboro Team Alfa Romeo | Alfa Romeo 179B Alfa Romeo 179C Alfa Romeo 179D | Alfa Romeo V12 1260                | M     | Bruno Giacomelli     | Abd     | Nc      | 10e     | Abd     | 9e      | Abd     | 10e     | 15e     | Abd     | 15e     | Abd     | Abd     | 8e      | 4e      | 3e      |         |         |         |         |         |         |         | 10              | 9e         |
| 1982   | Marlboro Team Alfa Romeo | Alfa Romeo 182                                  | Alfa Romeo V12 1260                | M     |                      | AFS     | BRÉ     | EUO     | SMR     | BEL     | MON     | EUE     | CAN     | P-B     | GBR     | FRA     | ALL     | AUT     | SUI     | ITA     | LVE     |         |         |         |         |         |         | 7               | 10e        |
| 1982   | Marlboro Team Alfa Romeo | Alfa Romeo 182                                  | Alfa Romeo V12 1260                | M     | Andrea De Cesaris    | 13e     | Abd     | Abd     | Abd     | Abd     | 3e      | Abd     | 6e      | Abd     | Abd     | Abd     | Abd     | Abd     | 10e     | 10e     | 9e      |         |         |         |         |         |         | 7               | 10e        |
| 1982   | Marlboro Team Alfa Romeo | Alfa Romeo 182                                  | Alfa Romeo V12 1260                | M     | Bruno Giacomelli     | 11e     | Abd     | Abd     | Abd     | Abd     | Abd     | Abd     | Abd     | 11e     | 7e      | 9e      | 5e      | Abd     | 12e     | Abd     | 10e     |         |         |         |         |         |         | 7               | 10e        |
| 1983   | Marlboro Team Alfa Romeo | Alfa Romeo 183T                                 | Alfa Romeo V8 890T                 | M     |                      | BRÉ     | EUO     | FRA     | SMR     | MON     | BEL     | EUE     | CAN     | GBR     | ALL     | AUT     | P-B     | ITA     | EUR     | AFS     |         |         |         |         |         |         |         | 18              | 6e         |
| 1983   | Marlboro Team Alfa Romeo | Alfa Romeo 183T                                 | Alfa Romeo V8 890T                 | M     | Andrea De Cesaris    | Dsq     | Abd     | 12e     | Abd     | Abd     | Abd     | Abd     | Abd     | 8e      | 2e      | Abd     | Abd     | Abd     | 4e      | 2e      |         |         |         |         |         |         |         | 18              | 6e         |
| 1983   | Marlboro Team Alfa Romeo | Alfa Romeo 183T                                 | Alfa Romeo V8 890T                 | M     | Mauro Baldi          | Abd     | Abd     | Abd     | Abd     | 6e      | Abd     | 12e     | 10e     | 7e      | Abd     | Abd     | 5e      | Abd     | Abd     | Abd     |         |         |         |         |         |         |         | 18              | 6e         |
| 1984   | Benetton Team Alfa Romeo | Alfa Romeo 184T                                 | Alfa Romeo V8 890T                 | G     |                      | BRÉ     | AFS     | BEL     | SMR     | FRA     | MON     | CAN     | DET     | DAL     | GBR     | ALL     | AUT     | P-B     | ITA     | EUR     | POR     |         |         |         |         |         |         | 11              | 8e         |
| 1984   | Benetton Team Alfa Romeo | Alfa Romeo 184T                                 | Alfa Romeo V8 890T                 | G     | Riccardo Patrese     | Abd     | 4e      | Abd     | Abd     | Abd     | Abd     | Abd     | Abd     | Abd     | 12e     | Abd     | 10e     | Abd     | 3e      | 6e      | 8e      |         |         |         |         |         |         | 11              | 8e         |
| 1984   | Benetton Team Alfa Romeo | Alfa Romeo 184T                                 | Alfa Romeo V8 890T                 | G     | Eddie Cheever        | 4e      | Abd     | Abd     | 7e      | Abd     | Nq      | 11e     | Abd     | Abd     | Abd     | Abd     | Abd     | 13e     | 9e      | Abd     | 17e     |         |         |         |         |         |         | 11              | 8e         |
| 1985   | Benetton Team Alfa Romeo | Alfa Romeo 184T Alfa Romeo 185T                 | Alfa Romeo V8 890T                 | G     |                      | BRÉ     | POR     | SMR     | MON     | CAN     | DET     | FRA     | GBR     | ALL     | AUT     | P-B     | ITA     | BEL     | EUR     | AFS     | AUS     |         |         |         |         |         |         | 0               | Non classé |
| 1985   | Benetton Team Alfa Romeo | Alfa Romeo 184T Alfa Romeo 185T                 | Alfa Romeo V8 890T                 | G     | Riccardo Patrese     | Abd     | Abd     | Abd     | Abd     | 10e     | Abd     | 11e     | 9e      | Abd     | Abd     | Abd     | Abd     | Abd     | 9e      | Abd     | Abd     |         |         |         |         |         |         | 0               | Non classé |
| 1985   | Benetton Team Alfa Romeo | Alfa Romeo 184T Alfa Romeo 185T                 | Alfa Romeo V8 890T                 | G     | Eddie Cheever        | Abd     | Abd     | Abd     | Abd     | 17e     | 9e      | 10e     | Abd     | Abd     | Abd     | Abd     | Abd     | Abd     | 11e     | Abd     | Abd     |         |         |         |         |         |         | 0               | Non classé |
| 2019   | Alfa Romeo Racing        | Alfa Romeo C38                                  | Ferrari V6 turbo Type 064 EVO 1.6L | P     |                      | AUS     | BHR     | CHN     | AZE     | ESP     | MON     | CAN     | FRA     | AUT     | GBR     | GER     | HON     | BEL     | ITA     | SIN     | RUS     | JPN     | MEX     | USA     | BRE     | ABU     |         | 57              | 8e         |
| 2019   | Alfa Romeo Racing        | Alfa Romeo C38                                  | Ferrari V6 turbo Type 064 EVO 1.6L | P     | Kimi Raïkkönen       | 8e      | 7e      | 9e      | 10e     | 14e     | 17e     | 15e     | 7e      | 9e      | 8e      | 12e     | 7e      | 16e     | 15e     | Abd.    | 13e     | 12e     | Abd.    | 11e     | 4e      | 13e     |         | 57              | 8e         |
| 2019   | Alfa Romeo Racing        | Alfa Romeo C38                                  | Ferrari V6 turbo Type 064 EVO 1.6L | P     | Antonio Giovinazzi   | 15e     | 11e     | 15e     | 12e     | 16e     | 19e     | 13e     | 16e     | 10e     | Abd.    | 13e     | 18e     | 18e*    | 9e      | 10e     | 15e     | 14e     | 14e     | 14e     | 5e      | 16e     |         | 57              | 8e         |
| 2020   | Alfa Romeo Racing Orlen  | Alfa Romeo C39                                  | Ferrari V6 turbo Type 065 EVO 1.6L | P     |                      | AUT     | STY     | HON     | GBR     | 70e     | ESP     | BEL     | ITA     | TOS     | RUS     | EIF     | POR     | EMI     | TUR     | BAH     | SAK     | ABU     |         |         |         |         |         | 8               | 8e         |
| 2020   | Alfa Romeo Racing Orlen  | Alfa Romeo C39                                  | Ferrari V6 turbo Type 065 EVO 1.6L | P     | Kimi Raïkkönen       | Abd.    | 11e     | 15e     | 17e     | 15e     | 14e     | 12e     | 13e     | 9e      | 14e     | 12e     | 11e     | 9e      | 15e     | 15e     | 14e     | 12e     |         |         |         |         |         | 8               | 8e         |
| 2020   | Alfa Romeo Racing Orlen  | Alfa Romeo C39                                  | Ferrari V6 turbo Type 065 EVO 1.6L | P     | Antonio Giovinazzi   | 9e      | 14e     | 17e     | 14e     | 17e     | 16e     | Abd.    | 16e     | Abd.    | 11e     | 10e     | 15e     | 10e     | Abd.    | 16e     | 13e     | 16e     |         |         |         |         |         | 8               | 8e         |
| 2021   | Alfa Romeo Racing Orlen  | Alfa Romeo C41                                  | Ferrari V6 turbo Type 066 EVO 1.6L | P     |                      | BHR     | EMI     | POR     | ESP     | MON     | AZE     | FRA     | STY     | AUT     | GBR     | HON     | BEL     | P-B     | ITA     | RUS     | TUR     | USA     | MEX     | BRE     | QAT     | SAU     | ABU     | 13              | 9e         |
| 2021   | Alfa Romeo Racing Orlen  | Alfa Romeo C41                                  | Ferrari V6 turbo Type 066 EVO 1.6L | P     | Kimi Raïkkönen       | 11e     | 13e     | Abd.    | 12e     | 11e     | 10e     | 17e     | 11e     | 15e     | 15e     | 10e     | 18e     |         |         | 8e      | 12e     | 13e     | 8e      | 12e     | 14e     | 15e     | Abd.    | 13              | 9e         |
| 2021   | Alfa Romeo Racing Orlen  | Alfa Romeo C41                                  | Ferrari V6 turbo Type 066 EVO 1.6L | P     | Antonio Giovinazzi   | 12e     | 14e     | 12e     | 15e     | 10e     | 11e     | 15e     | 15e     | 14e     | 13e     | 13e     | 13e     | 14e     | 13e     | 16e     | 11e     | 11e     | 11e     | 14e     | 15e     | 9e      | Abd.    | 13              | 9e         |
| 2021   | Alfa Romeo Racing Orlen  | Alfa Romeo C41                                  | Ferrari V6 turbo Type 066 EVO 1.6L | P     | Robert Kubica        |         |         |         |         |         |         |         |         |         |         |         |         | 15e     | 14e     |         |         |         |         |         |         |         |         | 13              | 9e         |
| 2022   | Alfa Romeo F1 Team Orlen | Alfa Romeo C42                                  | Ferrari V6 turbo Type 067 EVO 1.6L | P     |                      | BHR     | SAU     | AUS     | ITA     | MIA     | ESP     | MON     | AZE     | CAN     | GRB     | AUT     | FRA     | HON     | BEL     | P-B     | ITA     | SIN     | JAP     | USA     | MEX     | SAO     | ABU     | 55              | 6e         |
| 2022   | Alfa Romeo F1 Team Orlen | Alfa Romeo C42                                  | Ferrari V6 turbo Type 067 EVO 1.6L | P     | Valtteri Bottas      | 6e      | Abd.    | 8e      | 5e      | 7e      | 6e      | 9e      | 11e     | 7e      | Abd.    | 11e     | 14e     | 20e*    | Abd.    | Abd.    | 13e     | 11e     | 15e     | Abd.    | 10e     | 9e      | 15e     | 55              | 6e         |
| 2022   | Alfa Romeo F1 Team Orlen | Alfa Romeo C42                                  | Ferrari V6 turbo Type 067 EVO 1.6L | P     | Zhou Guanyu          | 10e     | 11e     | 11e     | 15e     | Abd.    | Abd.    | 16e     | Abd.    | 8e      | Abd.    | 14e     | Abd.    | 13e     | 14e     | 16e     | 10e     | Abd.    | 16e     | 12e     | 13e     | 12e     | 12e     | 55              | 6e         |
| 2023   | Alfa Romeo F1 Team Stake | Alfa Romeo C43                                  | Ferrari V6 turbo Type 068 EVO 1.6L | P     |                      | BAH     | SAU     | AUS     | AZE     | MIA     | MON     | ESP     | CAN     | AUT     | GBR     | HON     | BEL     | P-B     | ITA     | SIN     | JAP     | QAT     | USA     | MEX     | BRE     | LVE     | ABU     | 16              | 9e         |
| 2023   | Alfa Romeo F1 Team Stake | Alfa Romeo C43                                  | Ferrari V6 turbo Type 068 EVO 1.6L | P     | Valtteri Bottas      | 8e      | 18e     | 11e     | 18e     | 13e     | 11e     | 19e     | 10e     | 15e     | 12e     | 12e     | 12e     | 14e     | 10e     | Abd.    | Abd.    | 8e      | 12e     | 14e     | Abd.    | 17e     | 19e     | 16              | 9e         |
| 2023   | Alfa Romeo F1 Team Stake | Alfa Romeo C43                                  | Ferrari V6 turbo Type 068 EVO 1.6L | P     | Zhou Guanyu          | 16e     | 13e     | 9e      | Abd.    | 16e     | 13e     | 9e      | 16e     | 12e     | 15e     | 16e     | 13e     | Abd.    | 14e     | 12e     | 13e     | 9e      | 13e     | 15e     | Abd.    | 15e     | 17e     | 16              | 9e         |

| Saison | Écurie       | Châssis           | Moteur     | Pneus     | Pilotes      | Grands Prix disputés    |
| ------ | ------------ | ----------------- | ---------- | --------- | ------------ | ----------------------- |
| 1950   | Johnny Mauro | Alfa Romeo 8C-308 | Alfa Romeo | Firestone | Johnny Mauro | 0 (1 non-qualification) |

## Palmarès des pilotes d'Alfa Romeo F1 Team
| Pilotes                 | Présence dans l'équipe | Grands Prix disputés | Points inscrits | Meilleur classement en course |
| ----------------------- | ---------------------- | -------------------- | --------------- | ----------------------------- |
| Kimi Räikkönen          | 2019-2021              | 58                   | 57              | 4e                            |
| Antonio Giovinazzi      | 2019-2021              | 60                   | 21              | 5e                            |
| Valtteri Bottas         | 2022-2023              | 44                   | 59              | 5e                            |
| Zhou Guanyu             | 2022-2023              | 44                   | 12              | 8e                            |
| Robert Kubica           | 2021                   | 2                    | 0               | 14e                           |
| Riccardo Patrese        | 1984-1985              | 32                   | 8               | 3e                            |
| Eddie Cheever           | 1984-1985              | 31                   | 3               | 4e                            |
| Bruno Giacomelli        | 1979-1982              | 49                   | 14              | 3e                            |
| Andrea De Cesaris       | 1980 ; 1981-1982       | 32                   | 20              | 2e                            |
| Mauro Baldi             | 1983                   | 15                   | 3               | 5e                            |
| Mario Andretti          | 1981                   | 15                   | 3               | 4e                            |
| Vittorio Brambilla      | 1979-1980              | 4                    | 0               | 12e                           |
| Patrick Depailler       | 1980                   | 8                    | 0               | Abd                           |
| Giuseppe Farina         | 1950-1951              | 13                   | 52              | 1er                           |
| Juan Manuel Fangio      | 1950-1951              | 13                   | 64              | 1er                           |
| Luigi Fagioli           | 1950-1951              | 7                    | 30              | 1er                           |
| Reg Parnell             | 1950                   | 2                    | 4               | 3e                            |
| Consalvo Sanesi         | 1950                   | 5                    | 3               | 3e                            |
| Piero Taruffi           | 1950                   | 1                    | 0               | Abd                           |
| Emmanuel de Graffenried | 1950                   | 5                    | 2               | 5e                            |
| Felice Bonetto          | 1951                   | 4                    | 7               | 3e                            |
| Paul Pietsch            | 1951                   | 1                    | 0               | Abd                           |

## Logos

Logo d'Alfa Romeo F1
Alfa Romeo (1950-1952)
Alfa Romeo Autodelta (1979)
Marlboro Team Alfa Romeo (1980-1983)
Benetton Team Alfa Romeo (1984-1985)
Alfa Romeo Racing (2019)
Alfa Romeo Racing Orlen (2020-2021)
Alfa Romeo F1 Team ORLEN (2022)